# أندلا جانيوشفيتش
أندلا جانيوشفيتش مواليد 15 يونيو 1995 في بلغراد، صربيا والجبل الأسود، هي لاعبة كرة يد صربية تلعب كظهير أيمن. حققت المركز الثالث في الألعاب الجامعية الصيفية 2015.

## سجل المنافسة
شاركت في البطولات التالية:
- بطولة العالم لكرة اليد للسيدات 2015
- بطولة أوروبا لكرة اليد للسيدات 2014
- بطولة أوروبا لكرة اليد للسيدات 2016

## الميداليات
| الميدالية | المسابقة                      |
| --------- | ----------------------------- |
| برونزية   | الألعاب الجامعية الصيفية 2015 |

## روابط خارجية
- أندلا جانيوشفيتش على موقع الاتحاد الأوروبي لكرة اليد (الإنجليزية)